# Thora Birch
Thora Birch (n. 11 martie 1982, Los Angeles, California, SUA) este o actriță americană.

## Filmografie

### Film
| An   | Titlu                    | Rol                           | Note       |
| ---- | ------------------------ | ----------------------------- | ---------- |
| 1988 | Purple People Eater      | Molly Johnson                 |            |
| 1991 | Paradise                 | Billie Pike                   |            |
| 1991 | All I Want for Christmas | Hallie O'Fallon               |            |
| 1992 | Patriot Games            | Sally Ryan                    |            |
| 1992 | Itsy Bitsy Spider        | Leslie (voice)                | Short film |
| 1993 | Hocus Pocus              | Dani Dennison                 |            |
| 1994 | Monkey Trouble           | Eva Gregory                   |            |
| 1994 | Clear and Present Danger | Sally Ryan                    |            |
| 1995 | Now and Then             | Tina "Teeny" Tercell          |            |
| 1996 | Alaska                   | Jessie Barnes                 |            |
| 1999 | American Beauty          | Jane Burnham                  |            |
| 1999 | Anywhere but Here        | Mary                          |            |
| 2000 | The Smokers              | Lincoln Roth                  |            |
| 2000 | Dungeons & Dragons       | Empress Savina                |            |
| 2001 | The Hole                 | Elizabeth "Liz" Dunn          |            |
| 2001 | Ghost World              | Enid Coleslaw                 |            |
| 2004 | Silver City              | Karen Cross                   |            |
| 2004 | The Dot                  | Narrator (voice)              | Short film |
| 2005 | Slingshot                | April                         |            |
| 2006 | Dark Corners             | Susan Hamilton / Karen Clarke |            |
| 2008 | Train                    | Alexandra "Alex" Roper        |            |
| 2009 | Winter of Frozen Dreams  | Barbara Hoffman               |            |
| 2009 | Deadline                 | Lucy Woods                    |            |
| 2012 | Petunia                  | Vivian Petunia                |            |

### Televiziune
| An        | Titlu                                     | Rol                    | Note                                     |
| --------- | ----------------------------------------- | ---------------------- | ---------------------------------------- |
| 1988-1989 | Day by Day                                | Molly                  | Recurring role (21 episodes)             |
| 1989      | Doogie Howser, M.D.                       | Megan                  | Episode: "Vinnie Video Vici"             |
| 1990      | Dark Avenger                              | Susie Donovan          | TV film                                  |
| 1990      | Married People                            | Emily                  | Episode: "To Live and Drive in New York" |
| 1990-1991 | Parenthood                                | Taylor Buckman         | Main role (12 episodes)                  |
| 1991      | Amen                                      | Brittany               | Episode: "Nothing Says Lovin'..."        |
| 1994      | Monty                                     | Ann Sherman            | Episode: "Here Comes the Son"            |
| 1995      | The Outer Limits                          | Aggie Travers          | Episode: "The Choice"                    |
| 1997      | Promised Land                             | Allison Rhodes         | Episode: "Running Scared"                |
| 1997      | Touched by an Angel                       | Erin                   | Episode: "The Pact"                      |
| 1999      | Night Ride Home                           | Clea Mahler            | TV film                                  |
| 2002      | Night Visions                             | Susan Thornhill        | Episode: "The Maze"                      |
| 2003      | Homeless to Harvard: The Liz Murray Story | Elizabeth "Liz" Murray | film TV                                  |
| 2005      | My Life as a Teenage Robot                | Vega (voice)           | Episode: "Escape from Cluster Prime"     |
| 2010      | The Pregnancy Pact                        | Sidney Bloom           | film TV                                  |
| 2019-2020 | The Walking Dead: Invazia zombi           | Gamma/Mary             | serial TV                                |

## Premii și nominalizări
| An   | Premiu                                   | Categoria                                                                         | Producția                                 | Rezultat     |
| ---- | ---------------------------------------- | --------------------------------------------------------------------------------- | ----------------------------------------- | ------------ |
| 1989 | Young Artist Award                       | Best Young Actor/Actress Ensemble in a Television Comedy, Drama Series or Special | Day by Day                                | Nominalizare |
| 1989 | Young Artist Award                       | Best Young Actress Under Nine Years of Age                                        | Purple People Eater                       | Câștigat     |
| 1990 | Young Artist Award                       | Outstanding Performance by an Actress Under Nine Years of Age                     | Day by Day                                | Nominalizare |
| 1991 | Young Artist Award                       | Best Young Actress Supporting or Re-Occurring Role for a TV Series                | Parenthood                                | Nominalizare |
| 1992 | Young Artist Award                       | Best Young Actress Starring in a Motion Picture                                   | Paradise                                  | Câștigat     |
| 1993 | Young Artist Award                       | Best Young Actress Under Ten in a Motion Picture                                  | Patriot Games                             | Nominalizare |
| 1993 | Young Artist Award                       | Best Young Actress Starring in a Motion Picture                                   | All I Want for Christmas                  | Nominalizare |
| 1994 | Young Artist Award                       | Best Youth Actress Leading Role in a Motion Picture Comedy                        | Hocus Pocus                               | Câștigat     |
| 1996 | Young Artist Award                       | Best Performances by a Young Ensemble – Feature Film or Video                     | Now and Then                              | Nominalizare |
| 1997 | Young Artist Award                       | Best Performance in a Feature Film – Leading Young Actress                        | Alaska                                    | Nominalizare |
| 1999 | SDFCS Award                              | Best Supporting Actress                                                           | American Beauty                           | Câștigat     |
| 2000 | BAFTA Film Award                         | Best Performance by an Actress in a Supporting Role                               | American Beauty                           | Nominalizare |
| 2000 | OFCS Award                               | Best Supporting Actress                                                           | American Beauty                           | Nominalizare |
| 2000 | OFCS Award                               | Best Ensemble Cast Performance                                                    | American Beauty                           | Câștigat     |
| 2000 | Blockbuster Entertainment Award          | Favorite Supporting Actress – Drama                                               | American Beauty                           | Nominalizare |
| 2000 | Screen Actors Guild Award                | Outstanding Performance by a Cast in a Theatrical Motion Picture                  | American Beauty                           | Câștigat     |
| 2000 | Young Hollywood Award                    | Best On-Screen Chemistry (shared with Wes Bentley)                                | American Beauty                           | Câștigat     |
| 2000 | Young Artist Award                       | Best Performance in a Feature Film – Supporting Young Actress                     | American Beauty                           | Câștigat     |
| 2000 | YoungStar Award                          | Best Young Actress/Performance in a Motion Picture Drama                          | American Beauty                           | Câștigat     |
| 2001 | Young Artist Award                       | Best Performance in a Feature Film – Supporting Young Actress                     | Dungeons & Dragons                        | Nominalizare |
| 2001 | Golden Space Needle Award                | Best Actress                                                                      | Ghost World                               | Câștigat     |
| 2001 | TFCA Award                               | Best Performance, Female                                                          | Ghost World                               | Câștigat     |
| 2001 | Deauville Film Festival                  | Best Female Performance                                                           | Ghost World                               | Câștigat     |
| 2001 | SDFCS Award                              | Best Actress                                                                      | Ghost World                               | Câștigat     |
| 2002 | VFCC Award                               | Best Actress                                                                      | Ghost World                               | Nominalizare |
| 2002 | Young Hollywood Award                    | Talent for Charity                                                                |                                           | Câștigat     |
| 2002 | Cinescape Genre Face of the Future Award | Female                                                                            | Dungeons & Dragons, Ghost World           | Nominalizare |
| 2002 | OFCS Award                               | Best Actress                                                                      | Ghost World                               | Nominalizare |
| 2002 | CFCA Award                               | Best Actress                                                                      | Ghost World                               | Nominalizare |
| 2002 | MTV Movie Award                          | Best Line                                                                         | Ghost World                               | Nominalizare |
| 2002 | MTV Movie Award                          | Best Dressed                                                                      | Ghost World                               | Nominalizare |
| 2002 | Golden Satellite Award                   | Best Performance by an Actress in a Motion Picture, Comedy or Musical             | Ghost World                               | Nominalizare |
| 2003 | Young Hollywood Award                    |                                                                                   |                                           | Câștigat     |
| 2003 | DVD Premiere Award                       | Best Supporting Actress                                                           | The Smokers                               | Nominalizare |
| 2003 | Primetime Emmy                           | Outstanding Lead Actress in a Miniseries or Movie                                 | Homeless to Harvard: The Liz Murray Story | Nominalizare |
| 2007 | Nellie Tayloe Ross Award                 |                                                                                   |                                           | Câștigat     |